# Asterropteryx bipunctata
 Asterropteryx bipunctata es una especie de peces de la familia de los Gobiidae en el orden de los Perciformes.

## Morfología
Los machos pueden llegar a alcanzar los 3,1 cm de longitud total.

## Hábitat
Es un pez de Mar y, de clima tropical y asociado a los arrecifes de coral que vive entre 12-38 m de profundidad.

## Distribución geográfica
Se encuentra en el Pacífico occidental: desde Sabah hasta Papúa Nueva Guinea.

## Observaciones
Es inofensivo para los humanos.